# Himantura toshi
Himantura toshi és una espècie de peix pertanyent a la família dels dasiàtids.

## Descripció
- Pot arribar a fer 86 cm de llargària màxima.[2][3]

## Reproducció
És ovovivípar.

## Alimentació
Menja peixets, gambes i d'altres crustacis.

## Hàbitat
És un peix marí i demersal que viu entre 10 i 140 m de fondària.

## Distribució geogràfica
Es troba al nord d'Austràlia i Nova Guinea, incloent-hi el mar d'Arafura i el mar de Timor.

## Observacions
És inofensiu per als humans i emprat comercialment per la seua carn, pell (d'alt valor) i cartílag.